# Skår, Ale kommun
För andra betydelser, se Skår.
Skår är en by och småort i  Ale kommun, belägen i Skepplanda socken.
Vid SCBs sammanställningar 2000 och 2005 understeg befolkningen 50, varför orten den perioden inte betecknades som småort. Vid sammanställningarna 1990 och 1995 betecknades delar av byn som småort. Byn är utspridd och den till arealen största delen ligger utanför den av SCB avgränsade småorten. Den sydligaste delen av byn där det tidigare skolhuset är beläget räknas av SCB in i småorten Blinneberg, Slittorp och Färdsle.

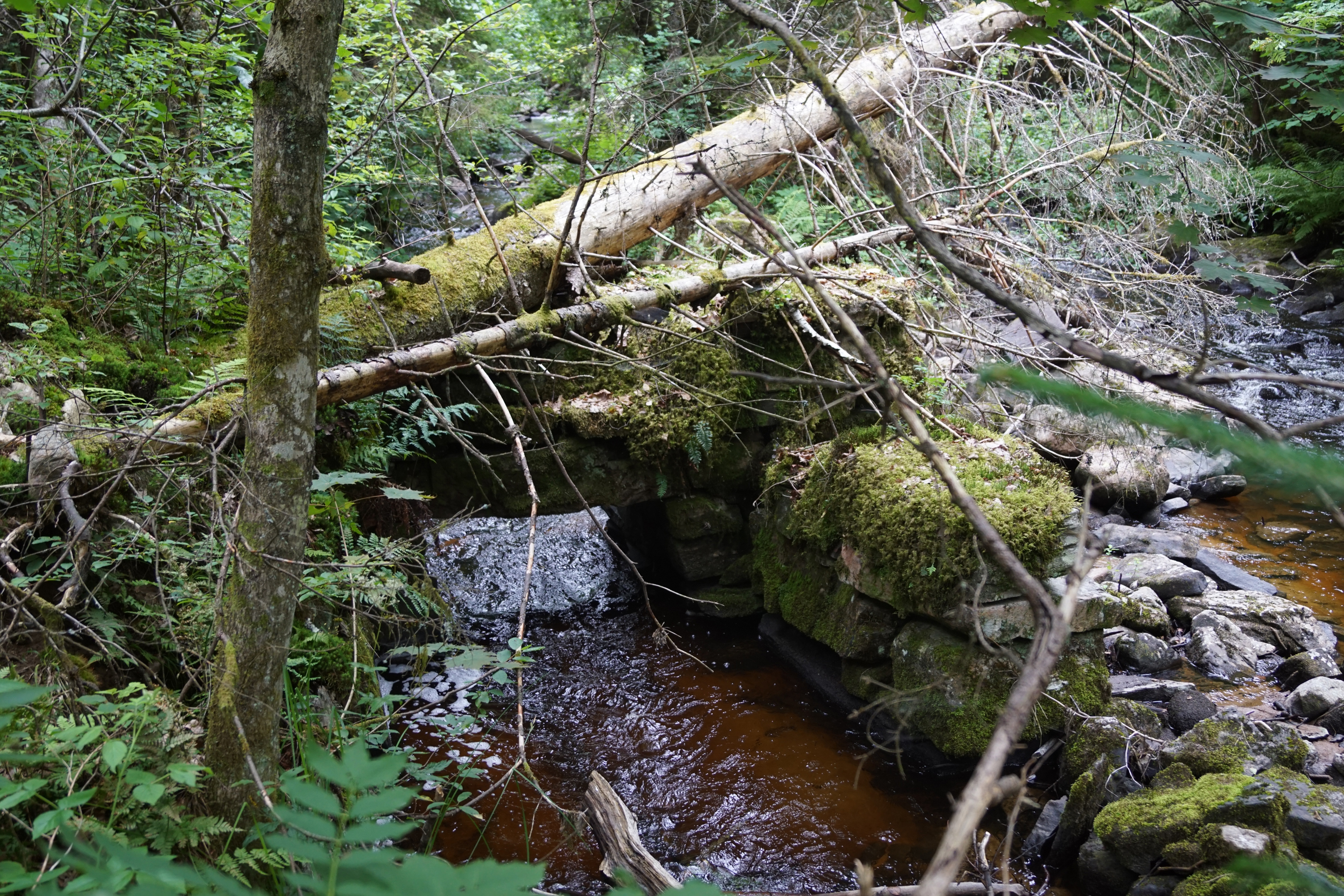
Ruinerna av Skårs kvarn.

Från 1700-talet fanns en kvarn i Sörån (Slereboån), vid torpet Faggered. 1867 byggdes det första skolhuset i Skår. Detta användes för folkskolan. För småskolan hyrdes ett intilliggande hus av rotebönderna. 1904 uppfördes ett nytt större skolhus med lärarbostad. Då flyttades det äldre skolhuset till Fors där det blev småskola. 2017 inrättades Skårs naturreservat i delar av byns gamla skog i Risveden.